# Rialto Lichtspiele

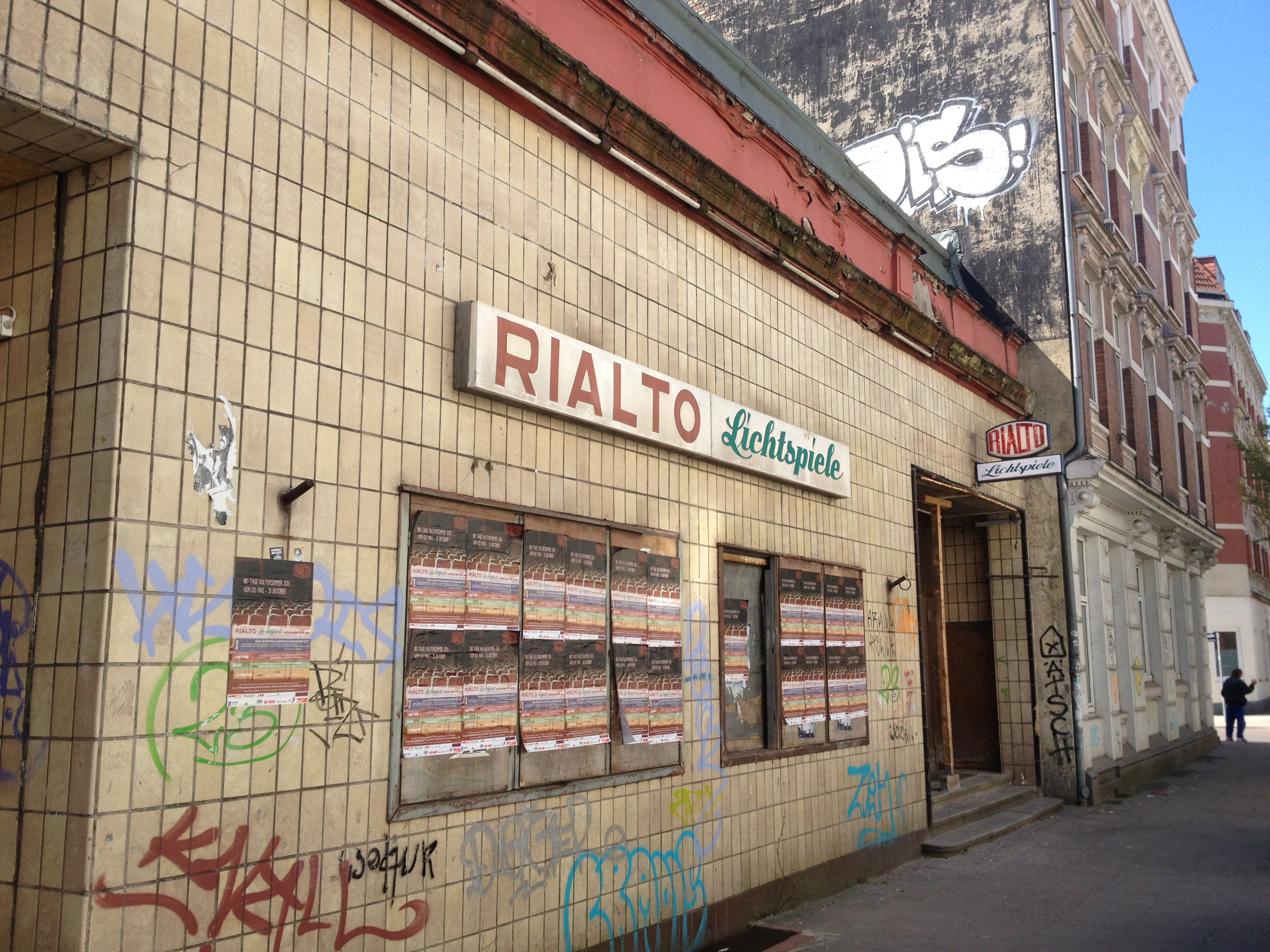
Außenansicht des Gebäudes (2013)

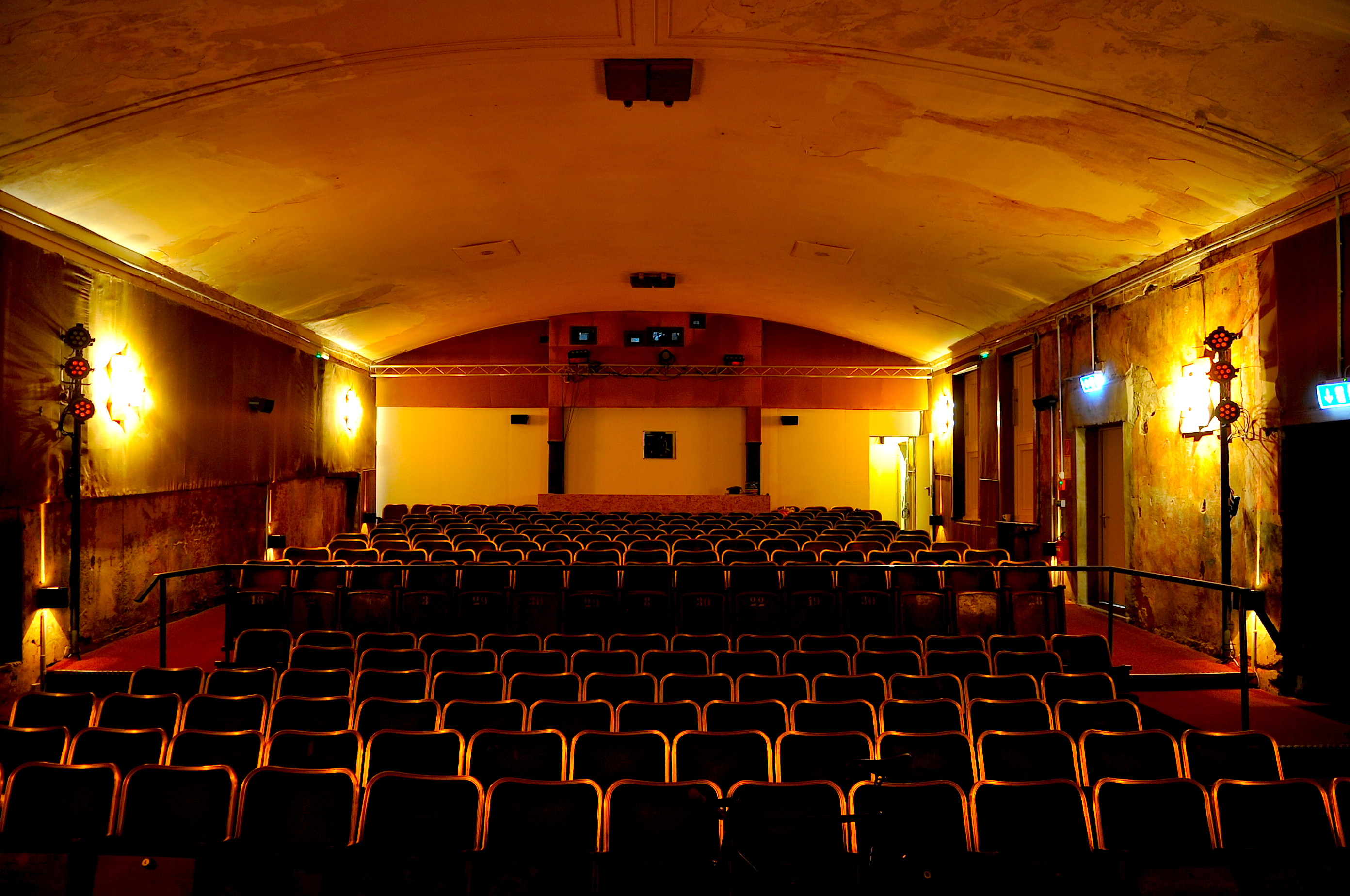
Blick in den Kinosaal (2013)

Die Rialto Lichtspiele waren ein Kino am Vogelhüttendeich 30 in Hamburg-Wilhelmsburg.
Es wurde 1913 als Reiher Theater eröffnet, ab 1921 etablierte es sich für die Vorführung von Kinofilmen und dabei bis 1936 als Stummfilmtheater. Es verfügte über 335 Plätze. Von dem ursprünglichen Altbau waren nach dem Krieg lediglich ein niedriges Mansarddach und die Attika wie eine neobarocke Gaube erhalten. In den 1950er Jahren erhielt der Bau das bis zuletzt bestehende Aussehen mit einer asymmetrischen, mit Fliesen verkleideten Fassade und einer vierflügeligen, zurückliegenden Eingangstür.
Das Kino entwickelte sich mit den Trends der Technik weiter und bot jeweils die neuen Kino Bild- und Tonformate an, so führte es zum Beispiel 1956 Cinesmascope ein. 1987 musste das Rialto, wie viele andere Kinos im Laufe der Entwicklung der Kinogeschichte, den Spielbetrieb einstellen.
2013 wurde das Kino durch eine Privatinitiative und ehrenamtliche Hilfe provisorisch wieder hergerichtet und erhielt eine vorläufige Genehmigung der Behörden für eine Spielzeit von 180 Tagen bis zum 31. Oktober 2013. Am 3. Mai 2013 wurde es mit dem Stummfilm Das Cabinet des Dr. Caligari, musikalisch live begleitet von dem Stehgeiger Chris Drave, wiedereröffnet. Neben Kinofilmen, fanden hier auch Lesungen, Aufführungen von Theaterstücken und Konzerte statt.
Im Dezember 2017 wurde das Gebäude abgerissen.